# State of Consciousness
State of Consciousness è un film del 2022 diretto da Marcus Stokes.

## Trama
La vita di Stephen diventa indistinguibile tra sogni e incubi quando è costretto a prendere farmaci per dei disturbi psicologici di cui non soffre.

## Distribuzione
Il film è stato distribuito nelle sale cinematografiche italiane a partire dal 19 gennaio 2023 mentre nelle sale cinematografiche statunitensi a partire dal 15 marzo 2024.